# Сімпл-дімпл
Сімпл-дімпл або симл-димл (від англ. simple dimple — проста ямочка) — іграшка, що отримала популярність серед дітей і підлітків навесні 2021 року. Є різновидом кнопкових антистресів. Ефект досягається шляхом багаторазового натискання на бульбашки. 
Іграшки бувають різних форм і розмірів. Пухирці зазвичай різних розмірів і кольорів.

## Історія
Спочатку сімпл-дімпл був виключно дитячою розвагою. З його допомогою можна, наприклад, розвивати дрібну моторику рук. Перші іграшки такого плану з'явилися ще у 2019 році в Північній Америці. Але справжнім хітом стали тільки на початку 2021 року. Від поп-іта відрізняється тим, що кожна ямочка укладена в пластикову основу. Таким чином виходить компактна іграшка, яку можна носити на дармовисі.

## Популярність
У 2021 році британські та австралійські ЗМІ зафіксували бум популярності іграшок. Їх скуповували школярі та діти, а потім хвалилися в TikTok. Все це виявилося заразливим. Іграшки існують вже десяток років, але багато виробників тільки зараз почали отримувати прибуток і нарощувати виробництво. Рівень інтересу порівнюють зі спінерами. Іграшка здобула велику популярність в соціальних мережах.